# Луллубеї
Луллубеї або лулубеї (аккад.: 𒇻𒇻𒉈: Lu-lu-bi, аккад.: 𒇻𒇻𒉈𒆠: Lu-lu-biki «країна луллубеїв») — група кочових войовничих племен з Близького Сходу. Мешкали в регіоні Лулубум в верхів'ях річки Діяла в горах Загрос на схід від Дворіччя протягом III тисячеліття до н. е.
В урартській мові «лулу» означало «ворог-чужинець».

## Історична довідка

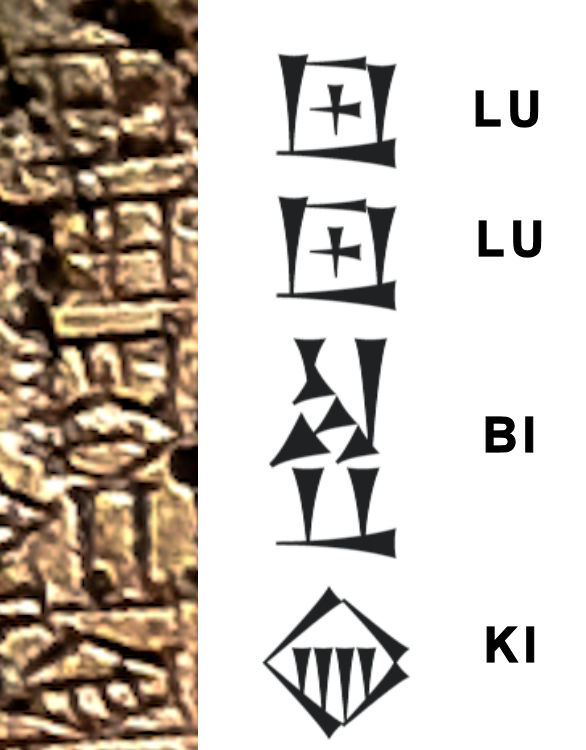
Напис «лулубеї» на стелі на честь луллубейського вождя на ім'я Анубаніні.

На даний час немає достовірної інформації про походження та етногенез луллубеїв. Мова, якої розмовляли луллубеї зберіглася лише через власні назви (зазвичай імена) та в ассирійському лексиконі, де зазначається слово на позначення божества — «кіурум»; через відсутність власних письмових джерел, знання про луллубеїв збираються з письмових свідчень інших народів, які в певні часи або мали певні дипломатичні стосунки з луллубеями, або були в стані війни. Варто також зазначити, що слово «лулубі» (як це було і з гутіями) в месопотамських текстах використовувалося на позначення будь-яких східних/гірських загарбників, що підкреслюється й можливою етимологією від урартського lu-lu («загарбник»). Зважаючи на неоднорідність джерел та відсутність будь-яких даних щодо луллубеїв, наразі більшість дослідників сходяться на тому, що лулубеї не були окремим народом чи етносом, а позначали широку групу різних племен.
Лулубі, як назва місцевості, з'являється ще в ранньодинастичний період. Зазвичай слово використовували на позначення території в сучасному Курдистані (Сулейманія), біля гір Загрос. Наприклад, в шумерській легенді «Лугальбанда та птиця Анзуд», події якої відбуваються під час правління Енмеркара із Урука, згадуються «гори Лулубі», де Лугальбанда зустрічає птицю Анзуд. В текстах часів Саргона Аккадського згадується територія з такою назвою, яка є частиною тогочасного Аккаду.
Основна діяльність луллубеїв припадає на III тис. до н. е. Згідно з текстами ранньодинастичного періоду, Межиріччя перебувало у стані війни з луллубеями, проте в деяких джерелах згадуються й часи перемир'я. Подекуди навіть встановлювалися дипломатичні стосунки та йшла торгівля, племена поставляли аккадцям худобу, рабів та коней. 
Під час правління Саргонівської династії луллубеї починають робити жорстокі набіги на Межиріччя, через це аккадський цар Нарамсін (правив близько 2291-2254 до н. е.) споряджає кампанію проти загарбників та, імовірно, перемагає царя Сатуні й підпорядковує собі луллубеїв; цю подію увічнено на одному із шедеврів месопотамского мистецтва — стелі Нарам-Суена. 
У XXIII ст. до н. е. гутії завоювали Аккад і забрали собі більшість територій, зокрема й країну Лулубі. Канішба, король Сімуррума, підбурював свій народ разом з луллубеями повстати проти Еррідупізира, короля гутіїв; проте не ясно як саме відбувалися події під час гутійського господства у Межиріччі, відомо лише, що згодом луллубеї відновили свою незалежність і продовжили свої напади, що прискорило падіння першої аккадської імперії.
Луллубеї згадуються в текстах Третьої династії Ур; згідно з текстами економічного характеру, вони експортували худобу та імпортували зерно. Цар Шульгі перемагав луллубеїв як мінімум 9 разів, вважається, що луллубеї починають створювати свої колонії (наприклад, Лулубуна біля міста Лагаш) та асимілюватися в аккадську державу; в цей же період згадується велика кількість представників луллубеїв на важливих посадах в південному Межиріччі.
В II тис. до н. е. термін «лулубі» починають використовувати на позначення будь-яких народів, що проживають у горах. Проте «країна Лулубі» знову з'являється наприкінці XII ст. до н. е., коли Навуходоносор I та Тіглатпаласар І повідомляють про її завоювання. 

## Зображення та походження
Луллубеї були групою войовничих кочових племен, які проживали на родючій долині у підніжжя гір Загрос. Вони промишляли збиральництвом та полюванням, подекуди торгували із сусідами або чинили набіги на месопотамські торгівельні шляхи. Крім того, вони тримали худобу, яка була основою їх харчування. 
Вони формували так звані «королівства», одночасно могли правити декілька королів. Зазвичай луллубеїв зображували як воїнів з голими торсами та зодягнутих в шкури тварин. У них були короткі бороди та довге волосся, яке вони заплітали в косички.